# Olivier Durocher
Pour les articles homonymes, voir Durocher.
Olivier Durocher, né le 3 janvier 1844 à Saint-Antoine, au Québec et mort le 3 septembre 1931, fut un des maires d'Ottawa.
Olivier Durocher émigra à Ottawa vers 1861. Il fit son apprentissage comme cordonnier et plus tard, ouvrir sa propre entreprise. 
Il fut élu maire de la capitale fédérale de 1892 à 1893. Il a siégé au conseil municipal pendant 8 ans.